# Chiesa di Vitoldo il Grande
La chiesa di Vitoldo il Grande o chiesa dell'Assunzione della Beata Vergine Maria (in lituano Vytauto Didžiojo bažnyčia) è una chiesa cattolica romana situata nella città vecchia di Kaunas, in Lituania. Si tratta dell'edificio religioso più antico della città e di un importante esempio di architettura gotica in Lituania, poiché vanta l'unica pianta gotica a croce (con cappelle laterali) del Paese.

## Storia

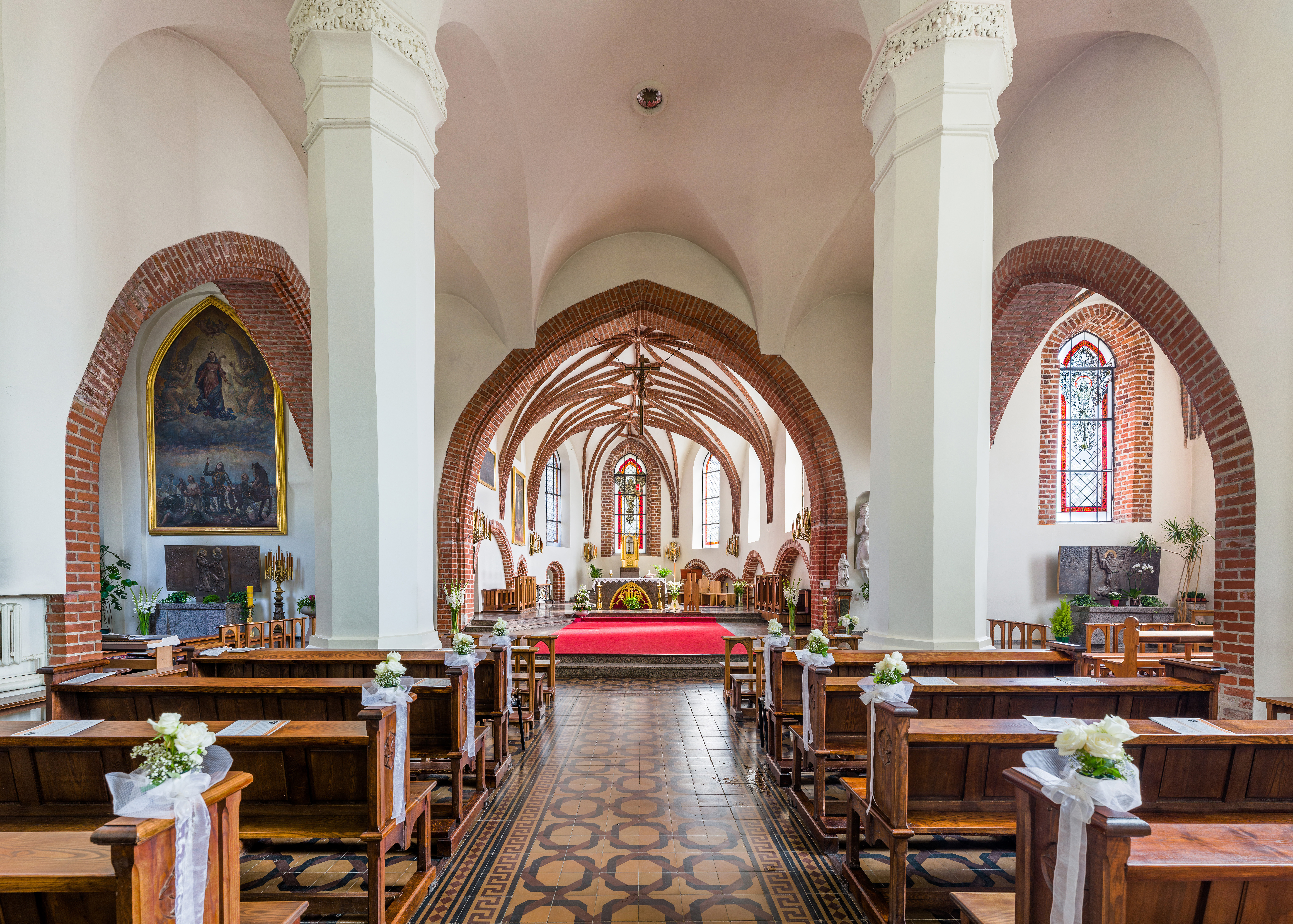
La sezione interna della chiesa

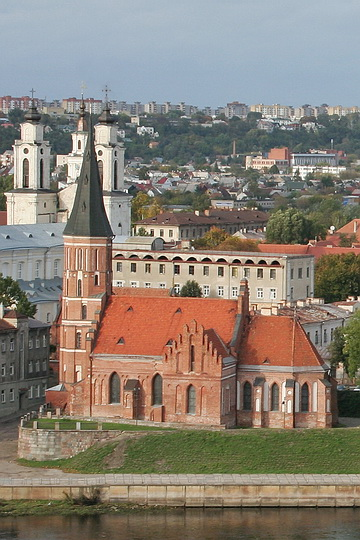
La chiesa nella città di Kaunas

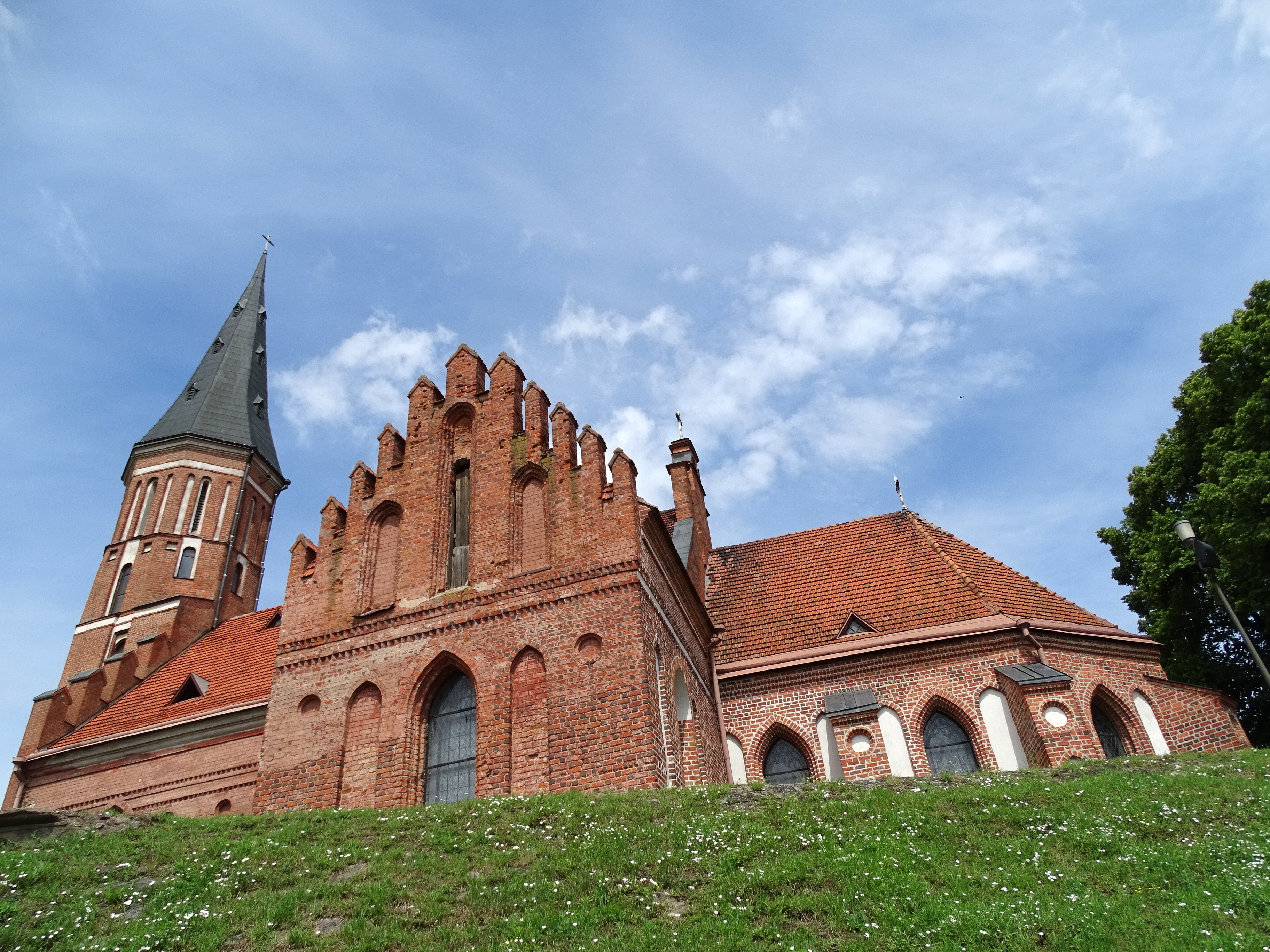
La chiesa vista dalla parte bassa della collina su cui sorge

La chiesa fu costruita sulla riva nord del fiume Nemunas intorno al 1400 per i frati francescani e i mercanti stranieri. La sua costruzione fu ordinata e sovvenzionata dal granduca di Lituania Vitoldo il Grande al fine di ringraziare la Beata Vergine Maria per avergli salvato la vita dopo la grave sconfitta riportata nella battaglia del fiume Vorskla.
Essendo molto vicina al corso d'acqua, la chiesa ha sofferto molte volte per le inondazioni primaverili. Nel 1812 fu bruciata dalle truppe napoleoniche. Il convento francescano fu chiuso dall'Impero russo in seguito alla rivolta di novembre del 1839. Nel 1845, la chiesa cattolica fu chiusa e, successivamente, subì degli interventi architettonici venendo riaperta come chiesa ortodossa. Dal 1903 fu adibita a caserma militare, mentre nel 1915, nell'ambito della prima guerra mondiale, i tedeschi la riadibirono a magazzino. L'edificio tornò alla Chiesa cattolica nel 1919 e fu sottoposto a importanti lavori di ristrutturazione nel 1931-1938 e nel 1978-1982.

## Architettura
La chiesa è stata costruita in stile tardo gotico e rappresenta uno dei principali esempi di edifici religiosi realizzati in mattoni di argilla in Lituania. La disposizione della chiesa a croce latina costituisce un unicum nel gotico lituano. Nel corso degli anni, il livello del suolo intorno alla chiesa si è notevolmente innalzato e le facciate sono diventate più basse; per compensare ciò, le finestre sono state accorciate e i portali laterali sono stati rimossi. Il campanile è stato aggiunto in seguito e, probabilmente, servì per orientare le navi che procedevano lungo le acque del fiume Nemunas.
Lo scrittore lituano Juozas Tumas-Vaižgantas (1869-1933) è sepolto nella cripta della chiesa.